# Wojna o planetę małp
Wojna o planetę małp (ang. War for the Planet of the Apes) – amerykański film fantastycznonaukowy z 2017 w reżyserii Matta Reevesa według scenariusza Marka Bombacka, wyprodukowany przez wytwórnię 20th Century Fox. Jest to kontynuacja filmów Geneza planety małp (2011) i Ewolucja planety małp (2014).
Główne zdjęcia rozpoczęto 14 października 2015 roku w Vancouver. Uroczysta premiera odbyła się w 10 lipca w Nowym Jorku, a do kin w Stanach Zjednoczonych film wszedł 14 lipca 2017 roku. Wojna o planetę małp przyniosła 288 milionów dolarów dochodu i otrzymała uznanie krytyków, a wielu recenzentów podkreślało grę (w szczególności Serkisa), efekty wizualne, fabułę, muzykę oraz reżyserię.

## Fabuła
Dwa lata po wydarzeniach z poprzedniej części Cezar i jego plemię zostają zmuszone do walki przeciwko paramilitarnej formacji Alpha-Omega kierowanej przez bezwzględnego pułkownika McCullougha. Oddział wykorzystuje inne małpy człekokształtne, uwłaczająco nazywane „osłami”. Konfrontacja zaczyna się od nieudanego ataku plutonu wojsk Alpha-Omega na siedzibę małp. W czasie ataku czterech żołnierzy zostaje schwytanych. Cezar wypuszcza ich, mając nadzieję udowodnić pułkownikowi, że małpy nie są dzikusami.
Z długiej podróży wracają najstarszy syn Cezara, Niebieskooki i porucznik Rocket, donosząc, że po drugiej stronie pustyni znaleźli miejsce idealne dla małp. Tuż przed wyprawą matecznik małp najeżdża grupa komandosów pod wodzą Pułkownika. Zabijają oni Niebieskookiego i żonę Cezara. Plemię szykuje się do podróży, zaś Cezar zostawia swego najmłodszego synka, Corneliusa, a sam wraz z kilkoma towarzyszami, m.in. Rocketem, gorylem Lucą i orangutanem Maurice’em odjeżdża, by służyć jako wabik. W opuszczonej wiosce znajdują niemą dziewczynkę, którą zabierają ze sobą. Po drodze grupa Cezara spotyka inteligentną małpą o imieniu Bad Ape, która wie, gdzie stacjonuje Alpha-Omega i prowadzi tam małpy. Obóz okazuje się silnie ufortyfikowanym obiektem w górach. Gdy małpy próbują przyjrzeć mu się bliżej, Luca zostaje zabity, a Cezar ujęty. W obozie Cezar dowiaduje się, że żołnierze schwytali i przyprowadzili tu całe jego plemię, zmuszając je w morderczych warunkach do budowy muru obronnego. Gdy Cezar nakłania małpy do zaprzestania pracy Pułkownik próbuje zmusić go głodem do zmiany decyzji.
Niema dziewczynka, Nova, zakrada się nocą do obozu, daje Cezarowi jedzenie, wodę i swoją szmacianą lalkę. Cezar i Rocket odkrywają podziemny tunel prowadzący do obiektu i uwalniają małpy. Cezar pozostaje w obozie, by skonfrontować się z McCulloughem, ale odnajduje go w złym stanie po zarażeniu wirusem. Cezar darowuje mu życie, ale Pułkownik sam się zabija. Obóz w tym czasie zostaje zaatakowany przez silny oddział armii. Cezar wysadza zbiornik paliwa, aby zaatakować siły Alpha-Omega od tyłu, nieumyślnie wywołując lawinę, która całkowicie niszczy zarówno obóz Alpha-Omega, jak i armię. Małpy, niosące Novą, przeżywają, dzięki wspięciu się na drzewa.
Plemię przemierza płaskowyż Kolorado i docieraj do oazy, o której donosił Niebieskooki. Podczas gdy inne małpy świętują, okazuje się, że Cezar jest śmiertelnie ranny. Maurice obiecuje mu na chwilę przed jego śmiercią, że opowie Corneliusowi, kim był jego ojciec i co zrobił dla małp.

## Obsada
Małpy
- Andy Serkis – Caesar
- Karin Konoval – Maurice
- Judy Greer – Cornelia
- Steve Zahn – Bad Ape
- Terry Notary – Rocket
- Ty Olsson – Red
- Michael Adamthwaite – Luca
- Max Lloyd-Jones – Niebieskooki
- Alessandro Juliani – Spear
- Toby Kebbell – Koba
- Sara Canning – Lake
- Aleks Paunovic – Winter

Ludzie
- Woody Harrelson – Pułkownik McCullough
- Amiah Miller – Nova
- Gabriel Chavarria – Kaznodzieja

## Nagrody
Film zdobył 27 nagród, ponadto był nominowany do Oscara za najlepsze efekty specjalne. 